# Michael Noonan
Michael Noonan (Micheál Ó Nuanáin; Limerick, 21 maggio 1943) è un politico e scrittore irlandese, dal marzo 2011 al giugno 2017 ministro delle finanze.
È stato leader del Fine Gael dal febbraio 2001 al giugno 2002.